# Maryland School of Public Policy

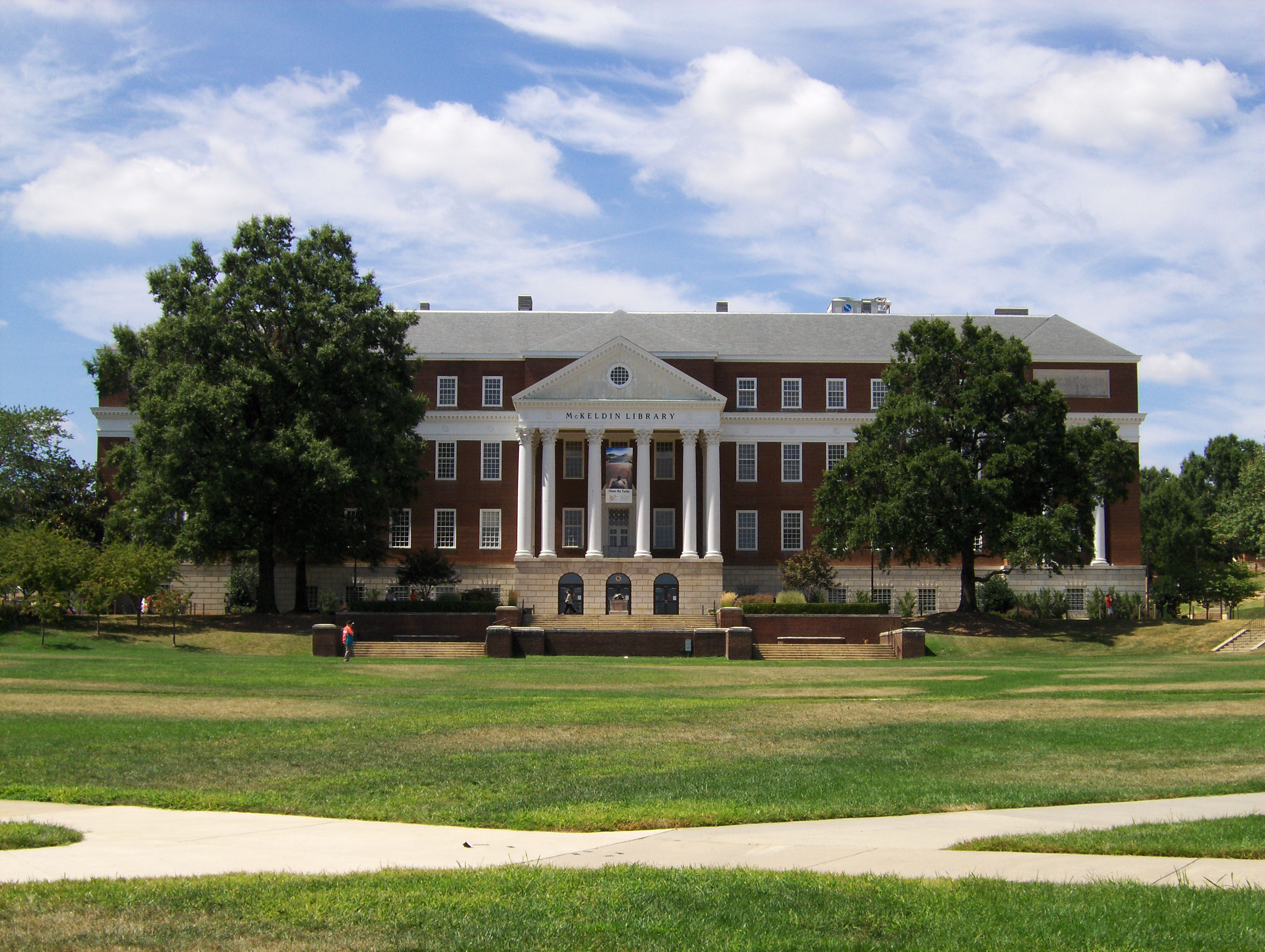
Biblioteca McKeldin na Universidade Maryland (College Park).

A Maryland School of Public Policy na Universidade de Maryland é uma das primeiras escolas de política pública nos Estados Unidos e a única instituição deste gênero na área de Washington DC dentro de uma grande universidade de pesquisa.

## História
No dia 26 de Outubro de 1978 o presidente da Universidade de Maryland, John S. Toll, nomeou uma reunião entre membros escolhidos da assembleia da Escola de Relações Públicas para discutir se o campus da College Park deveria estabelecer uma nova escola. Com o apoio da Fundação Sloan e de indivíduos importantes, como o Senador Joseph Tydings e o editor Philip Merrill, a Escola de Relações Públicas de Maryland foi estabelecida no campus da Universidade de Maryland, College Park em 1981. Em meados de Abril de 1981, Albert Bowker foi nomeado como primeiro diretor da escola e um grupo de professores foi recrutado